# Гечепсин
Гечепсин (Гошепсин, Гочепсин) — река в России, протекает в Краснодарском крае. Устье реки находится в плавнях Варнавинского Сбросного канала. Длина реки — 23 км, площадь водосборного бассейна — 91,5 км². Принимает в 3,5 км от устья реку Мекерстук (раньше она впадала в Адагум).
Оригинальное название — адыг. Гуащэпсынэ, переводится либо как «Река княжна», либо «Родник Гуааши». Также возможно происхождение от названия черкесского аула Кечисин («фасольный колодец»).

## Данные водного реестра
По данным государственного водного реестра России относится к Кубанскому бассейновому округу, водохозяйственный участок реки — Варнавинский Сбросной канал. Речной бассейн реки — Кубань.
Код объекта в государственном водном реестре — 06020002012108100006108.